# La Maison de mon rêve
Albums de Cocorosie
Beautiful Boyz
(2004)
La Maison de mon rêve est le premier album de CocoRosie sorti le 9 mars 2004 sur le label Touch and Go Records.

## Liste des titres
1. Terrible Angels – 4:10
2. By Your Side – 3:59
3. Jesus ♥'s Me – 3:10
4. Good Friday – 4:23
5. Not for Sale – 1:19
6. Tahiti Rain Song – 3:36
7. Candyland – 2:56
8. Butterscotch – 3:08
9. West Side – 1:24
10. Madonna – 3:49
11. Haitian Love Songs – 4:55
12. Lyla – 4:04